# الجداف
الجداف (به عربی: الجداف) یک منطقهٔ مسکونی در امارات متحده عربی است که در دبی، امارات واقع شده‌است.